# Historische Soziologie
Die Historische Soziologie bzw. die Historische Sozialforschung ist ein Ansatz, bei dem versucht wird, sich der sozialen Wirklichkeit mit den empirischen Methoden der Geschichtsschreibung zu nähern, wobei das Hauptaugenmerk auf dem historischen Wandel liegt. Der Ansatz ist bereits bei den Vorläufern der Soziologie auffindbar und wurde im Fach nie ganz aufgegeben.

## Ansatz
Die Historische Soziologie setzt sich teils strikt von der modell- oder systemorientierten Soziologie ab, der sie vorgehensbedingte Engstirnigkeit vorwirft; teils aber betrachtet sie sich als zu ihnen komplementär arbeitend. Der naturwissenschaftliche Ehrgeiz (etwa der Theorie der rationalen Entscheidung), eintreffende Prognosen über die Zukunft abzugeben, entspricht dem ihren, eintreffende Prognosen über die in der Vergangenheit wurzelnden Erklärungen von Gegenwart und Zukunft abzugeben (vergleichendes und epignostisches Vorgehen).

## Zur Geschichte
Die imponierende und zunächst sehr aufschlussreiche Heranziehung mathematischer und quantitativer Methoden drängte spätestens seit den 1940er-Jahren die historischen Ansätze der Soziologie zurück. Ab etwa 1960 wurde sie von der akademischen Soziologie nicht mehr betrieben. Erst die Grenzen der empirisch-quantitativ abstützbaren Voraussagbarkeit (auch angesichts der schwer zu bewältigenden Probleme der „Selbsterfüllenden“ und „-zerstörenden“ Prophezeiung) bei gleichzeitig hohem und komplexem sozialen Problemdruck rehabilitierten eine „Historische Soziologie“. Aktuelle Ansätze schließen hierzu an die Tradition der  Sozialevolutionsforschung an, gehen jedoch interdisziplinär vor und implementieren insbesondere Befunde und Konzepte der neueren  Kulturevolutionsforschung.

## Zeitschrift
Die international einschlägige Zeitschrift der Historischen Soziologie ist das Journal of Historical Sociology. Im deutschsprachigen Raum ist die Historical Social Research ein wichtiges Publikationsorgan mit internationalem Anspruch.

## Beispielhafte Werke
- Werner Sombart: Der moderne Kapitalismus. Historisch-systematische Darstellung des gesamteuropäischen Wirtschaftslebens von seinen Anfängen bis zur Gegenwart (1902).
- Max Weber: Die protestantische Ethik und der Geist des Kapitalismus (1904/05).
- Alfred von Martin: Soziologie der Renaissance. Zur Physiognomik und Rhythmik bürgerlicher Kultur (1932).
- Norbert Elias: Über den Prozeß der Zivilisation (1939).
- Karl Polanyi: The Great Transformation (1944).
- Alexander Rüstow: Ortsbestimmung der Gegenwart. Eine universalgeschichtliche Kulturkritik. 1. Band (1950), 2. Band (1952 / 1963), 3. Band (1957).
- Alfred Weber: Der dritte oder vierte Mensch. Vom Sinn des geschichtlichen Daseins (1953).
- Ralf Dahrendorf: Gesellschaft und Demokratie in Deutschland (1965).
- Immanuel Wallerstein: The Modern World-System, vier Bände (1974, 1980, 1989, 2011).
- Michael Mann: Geschichte der Macht, 1. Band (1986), 2. Band (1993), 3. Band, Teil I (1998), 3. Band, Teil II (2001).